# Episodi di Thriller (serie televisiva 1973) (seconda stagione)
La seconda stagione della serie televisiva Thriller  è stata trasmessa per la prima volta nel Regno Unito dalla ITV dal 26 gennaio al 9 marzo 1974. In Italia la stagione è andata in onda su Rai 2 a partire dal 13 dicembre 1979.
| nº | Titolo originale        | Titolo italiano         | Prima TV Regno Unito | Prima TV Italia  |
| -- | ----------------------- | ----------------------- | -------------------- | ---------------- |
| 01 | Only a Scream Away      |                         | 26 gennaio 1974      |                  |
| 02 | Once the Killing Starts |                         | 2 febbraio 1974      |                  |
| 03 | Kiss Me and Die         | Baciami e muori         | 9 febbraio 1974      | 13 dicembre 1979 |
| 04 | One Deadly Owner        |                         | 16 febbraio 1974     |                  |
| 05 | Ring Once for Death     |                         | 23 febbraio 1974     |                  |
| 06 | K is for Killing        |                         | 2 marzo 1974         |                  |
| 07 | Sign it Death           | Un assassinio romantico | 9 marzo 1974         | 31 gennaio 1980  |